# Sur Carungas
Sur Carungas ⓘ (rätoromanisch im Idiom Surmiran für Über Gesimse) ist ein Gratabschnitt südwestlich des Skigebiets Savognin im Kanton Graubünden in der Schweiz mit einer Höhe von 2829 m. Ein keck aufgesetzter Felskopf bildet den höchsten Punkt. Dank der Nähe zum Skigebiet und dem damit verbundenen kurzen Aufstieg (200 m) mit der langen Abfahrt (1000 m) ist er ein beliebter Skiberg.

## Lage und Umgebung
Sur Carungas gehört zur Piz Curvér-Gruppe, einer Untergruppe der Oberhalbsteiner Alpen. Über den Grat verläuft die Gemeindegrenze zwischen Surses und Ferrera. Der Grat wird im Osten durch das Val Nandro im Oberhalbstein und im Westen durch das Ferreratal eingefasst. Er bildet die Wasserscheide Surses/Val Ferrera.
Zu den Nachbargipfeln gehören der Piz Curvér, der Piz Martegnas, der Piz Cartas, der Piz Settember und der Piz digl Gurschus.
Nordöstlich des Sur Carungas befindet sich das Skigebiet von Savognin. 
Talorte sind Salouf, Riom, Parsonz, Savognin, Ausserferrera und Andeer. Häufige Ausgangspunkte sind Radons und Piz Cartas.

## Routen zum Gipfel

### Über den Südgrat
- Ausgangspunkt: Pass da Schmorras (2564 m)
- Schwierigkeit: EB
- Zeitaufwand: ¾ Stunden

(Route zu Pass da Schmorras siehe unten)

### Über den Nordrücken
- Ausgangspunkt: Pass da Surcarungas (2641 m)
- Schwierigkeit: EB
- Zeitaufwand: ¾ Stunden

(Route zu Pass da Surcarungas siehe unten)

### Von Piz Cartas (Winter)
- Ausgangspunkt: P. 2602 zwischen Piz Cartas und Surcarungas
- Zeitaufwand: ¾ Stunden

### Pass da Schmorras
Über die Alp da Schmorras:
- Ausgangspunkt: Radons (1893 m)
- Als Wanderweg weiss-rot-weiss markiert
- Schwierigkeit: B
- Zeitaufwand: 2¼ Stunden

Über die Alp Mos:
- Ausgangspunkt: Ausserferrera (1300 m)
- Als Wanderweg weiss-rot-weiss markiert
- Schwierigkeit: B
- Zeitaufwand: 3½ Stunden

### Pass da Surcarungas
Über die Alp Andies:
- Ausgangspunkt: Ausserferrera (1300 m)
- Als Wanderweg weiss-rot-weiss markiert
- Schwierigkeit: EB
- Zeitaufwand: 3¾ Stunden

Über Lambegn:
- Ausgangspunkt: Bärenburg (1047 m) oder Andeer(982 m)
- Als Wanderweg weiss-rot-weiss markiert
- Schwierigkeit: B
- Zeitaufwand: 4 Stunden von Bärenburg oder 4¼ Stunden von Andeer

Durch die Val Cumegna:
- Ausgangspunkt: Salouf (1258 m) oder Parkplatz Cre digl Lai (1903 m)
- Als Wanderweg weiss-rot-weiss markiert
- Schwierigkeit: B
- Zeitaufwand: 4¼ Stunden von Salouf oder 2¾ Stunden von Cre digl Lai

Über den Lai Saletscha:
- Ausgangspunkt: Somtgant (2102 m)
- Als Wanderweg weiss-rot-weiss markiert
- Schwierigkeit: B
- Zeitaufwand: 2½ Stunden

## Galerie

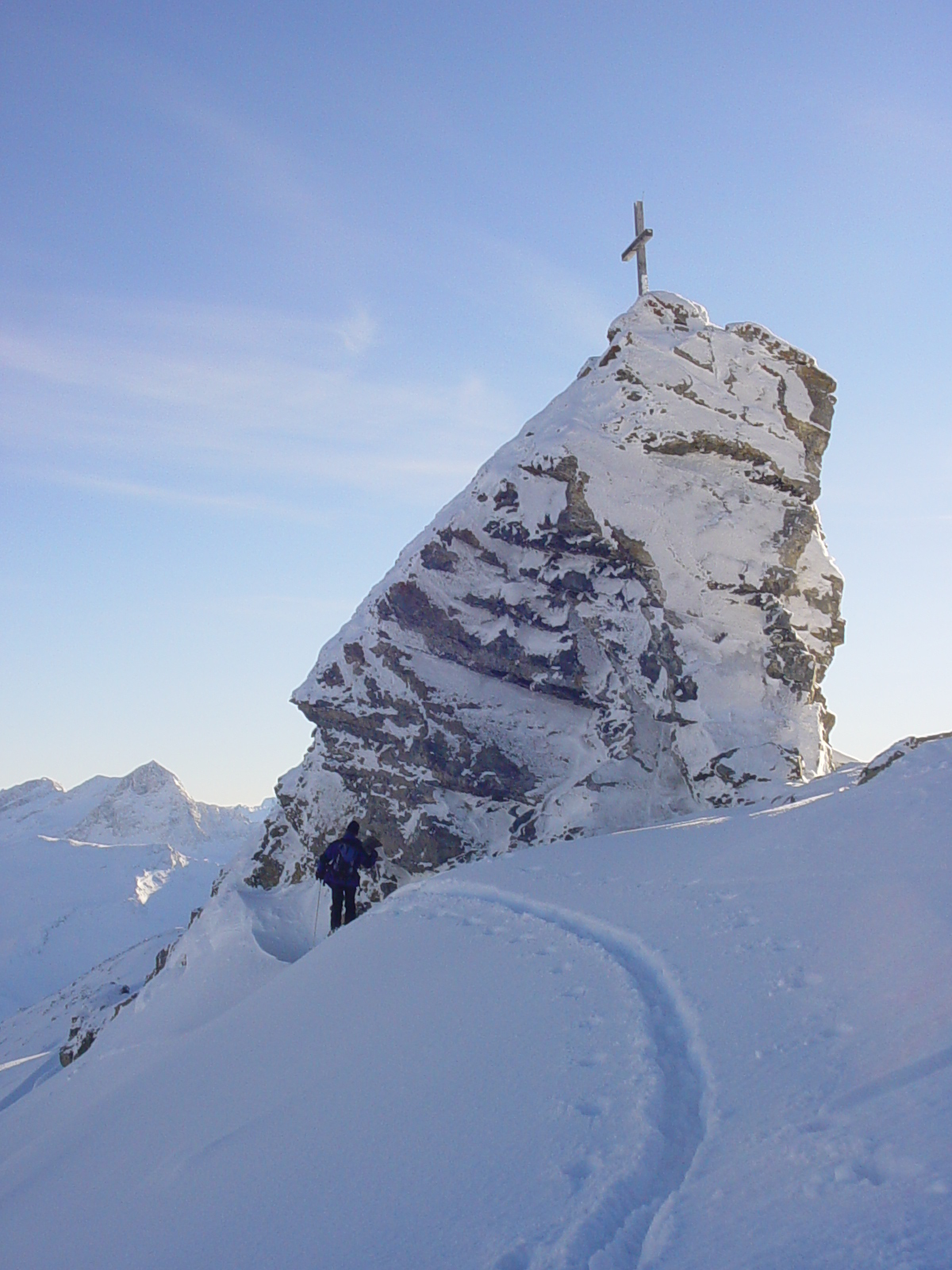
Felskopf Sur Carungas von Norden aufgenommen
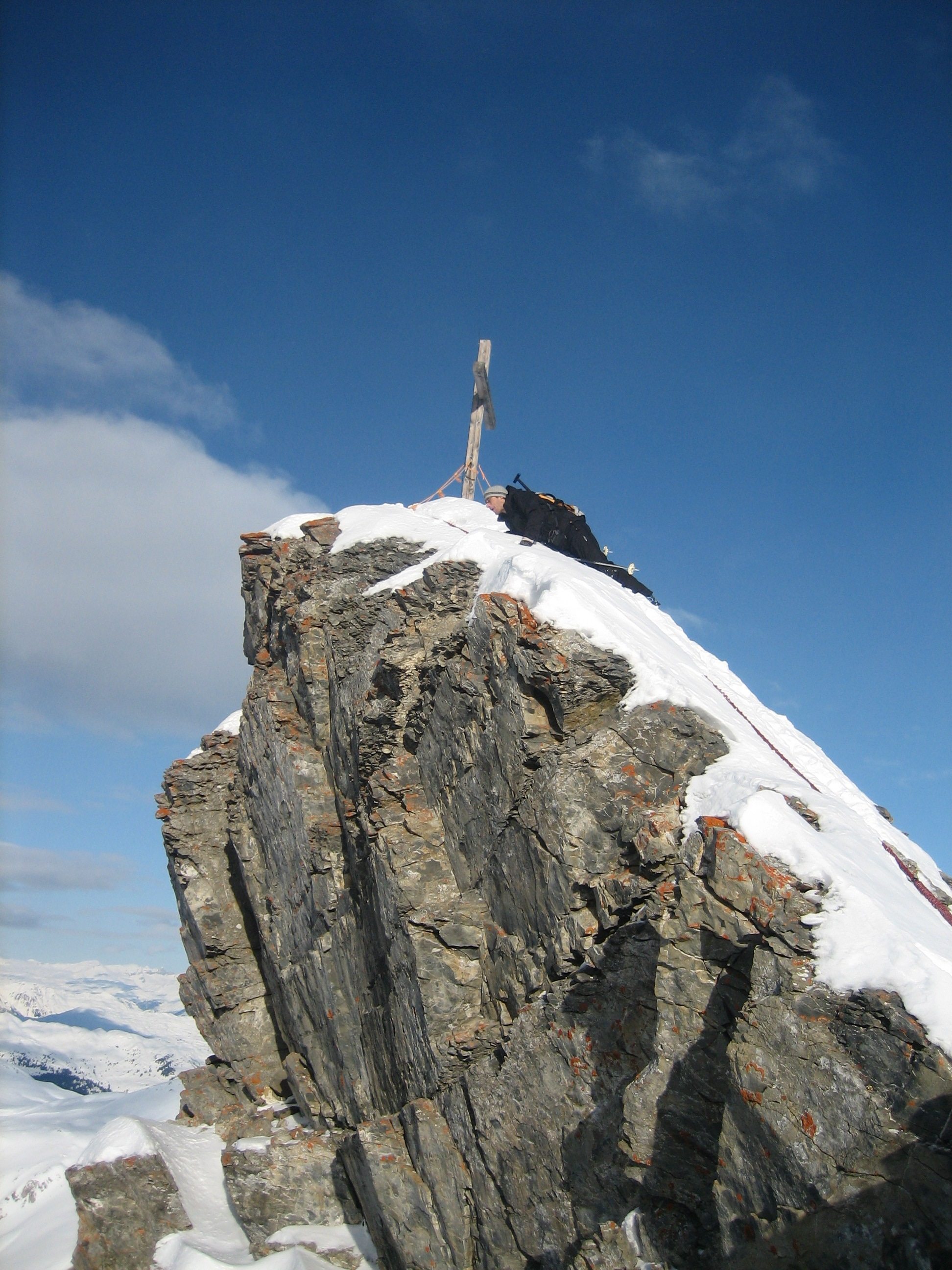
Felskopf Sur Carungas von Süden aufgenommen
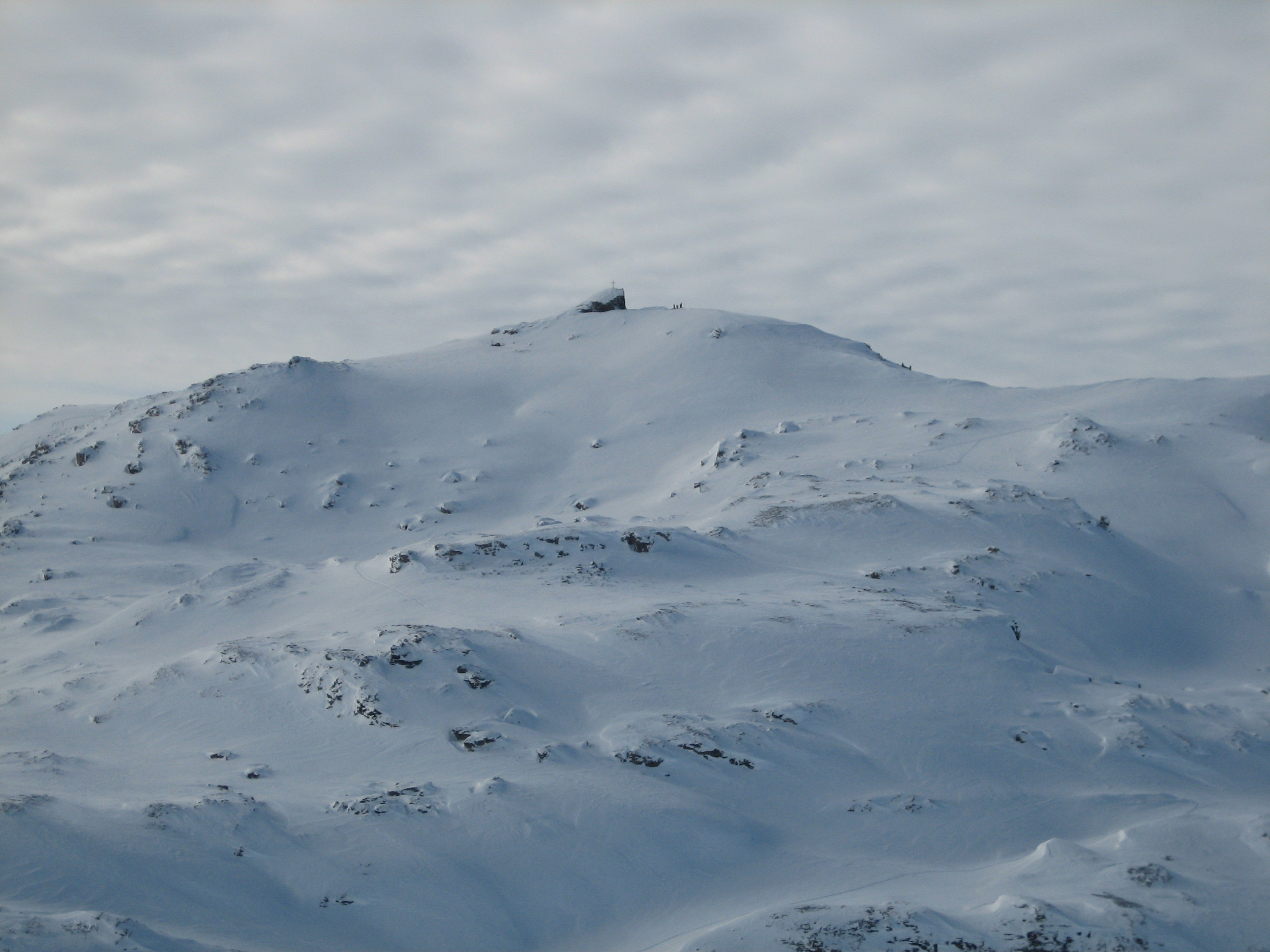
Sur Carungas, aufgenommen von Piz Cartas
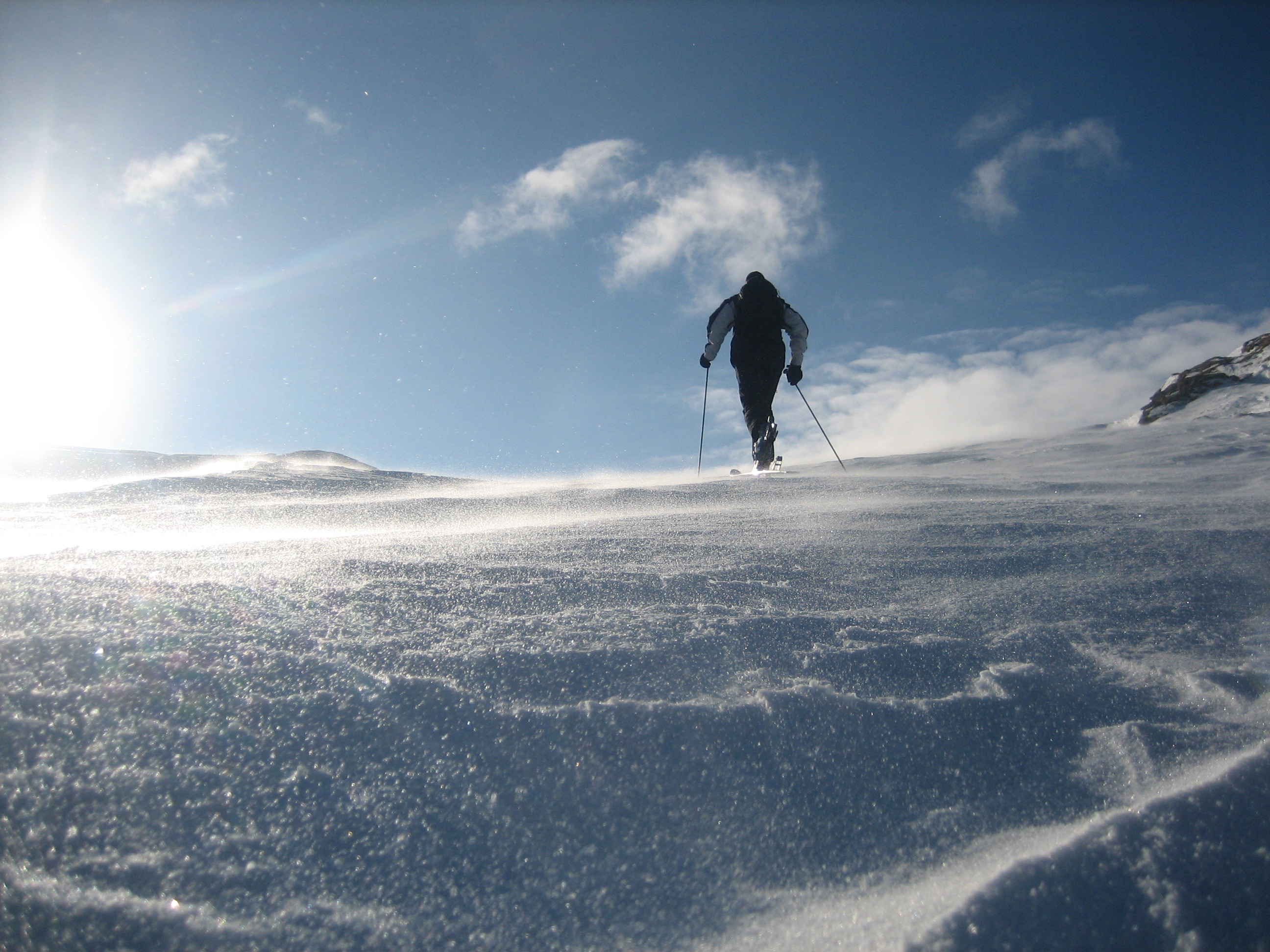
Skitourenfahrer am Sur Carungas
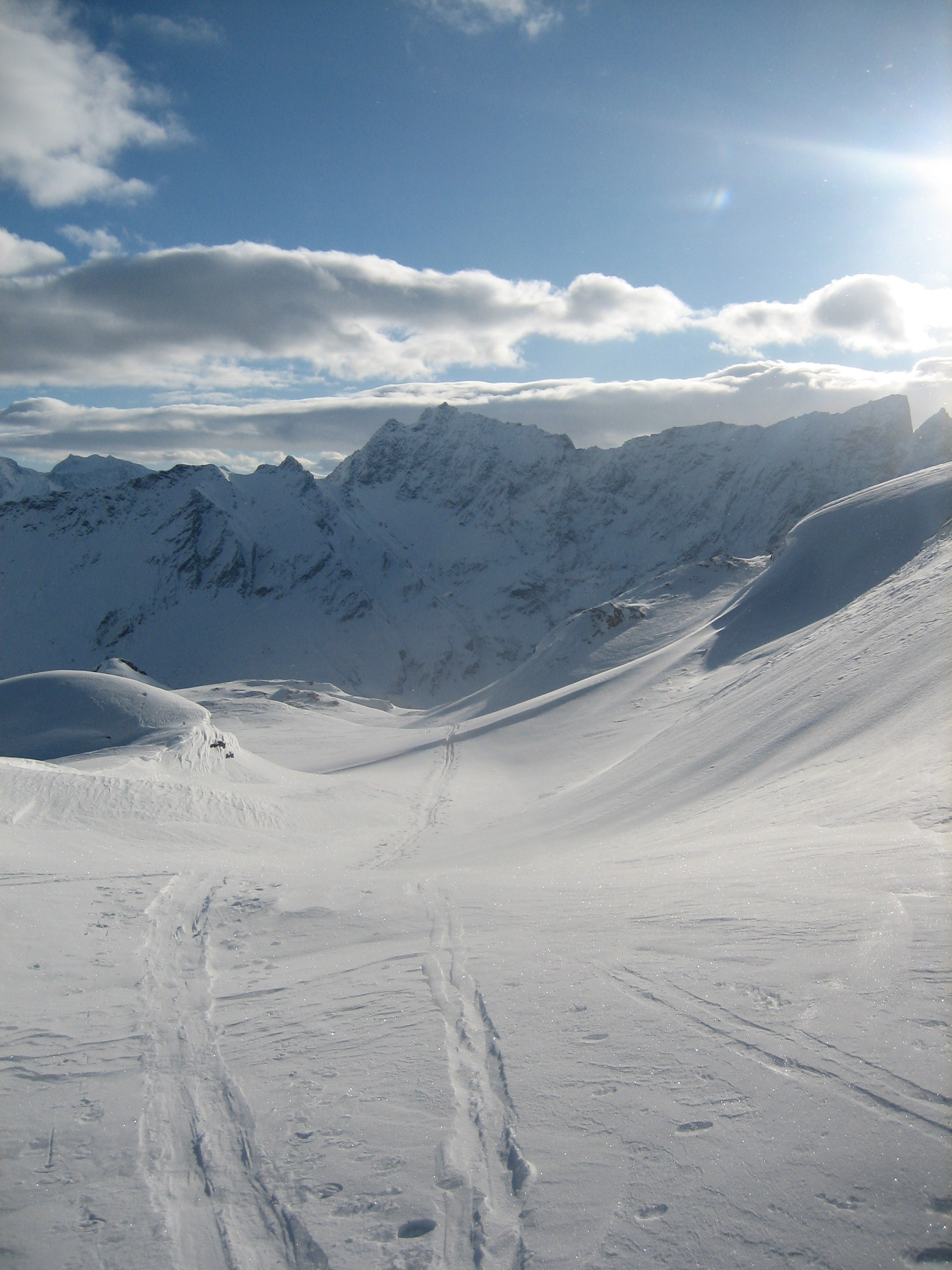
Forbesch-Arblatsch-Massiv, aufgenommen von Sur Carungas
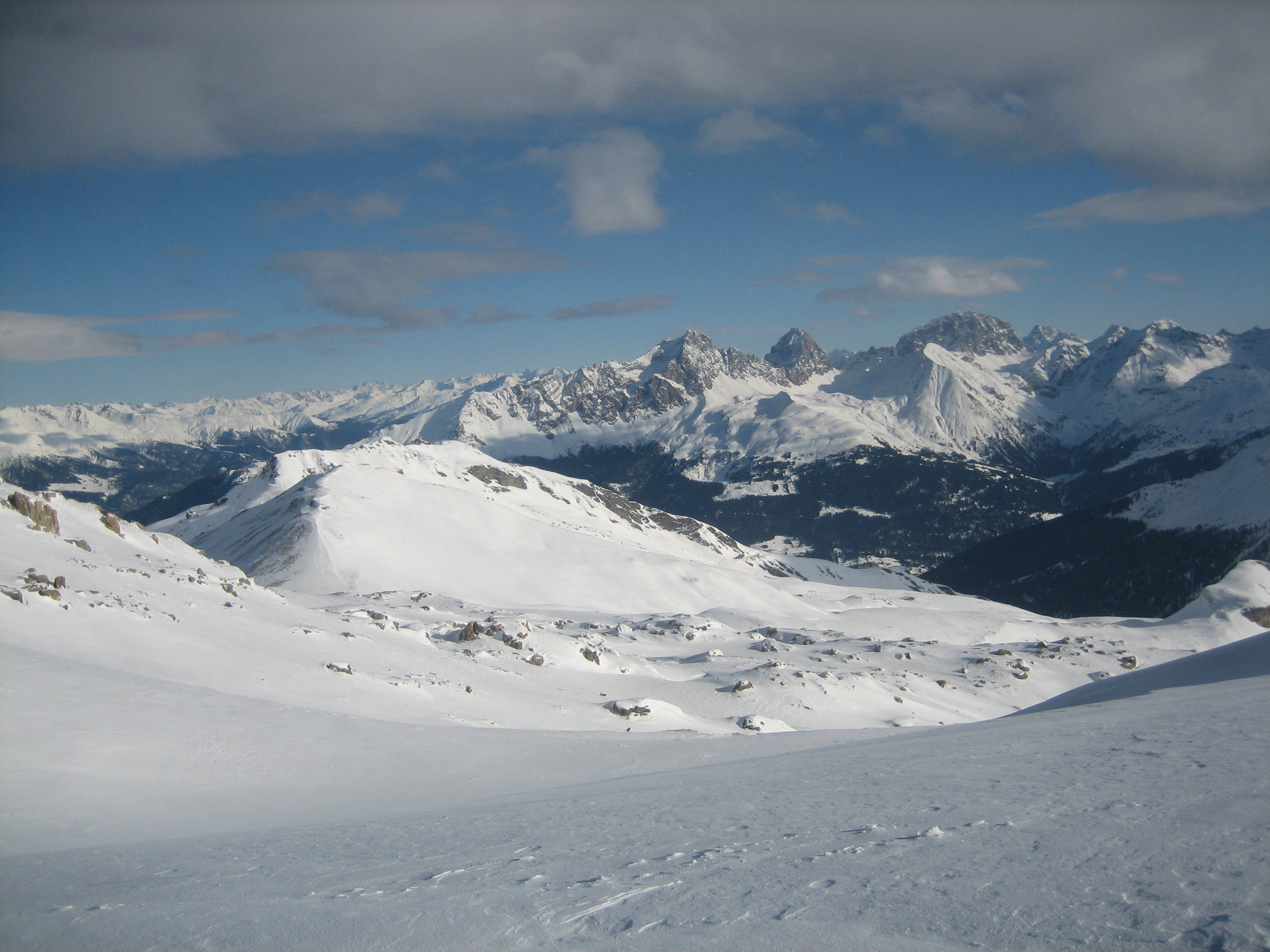
Bergüner Stöcke mit Piz Mitgel, Tinzenhorn, Piz Ela und andere
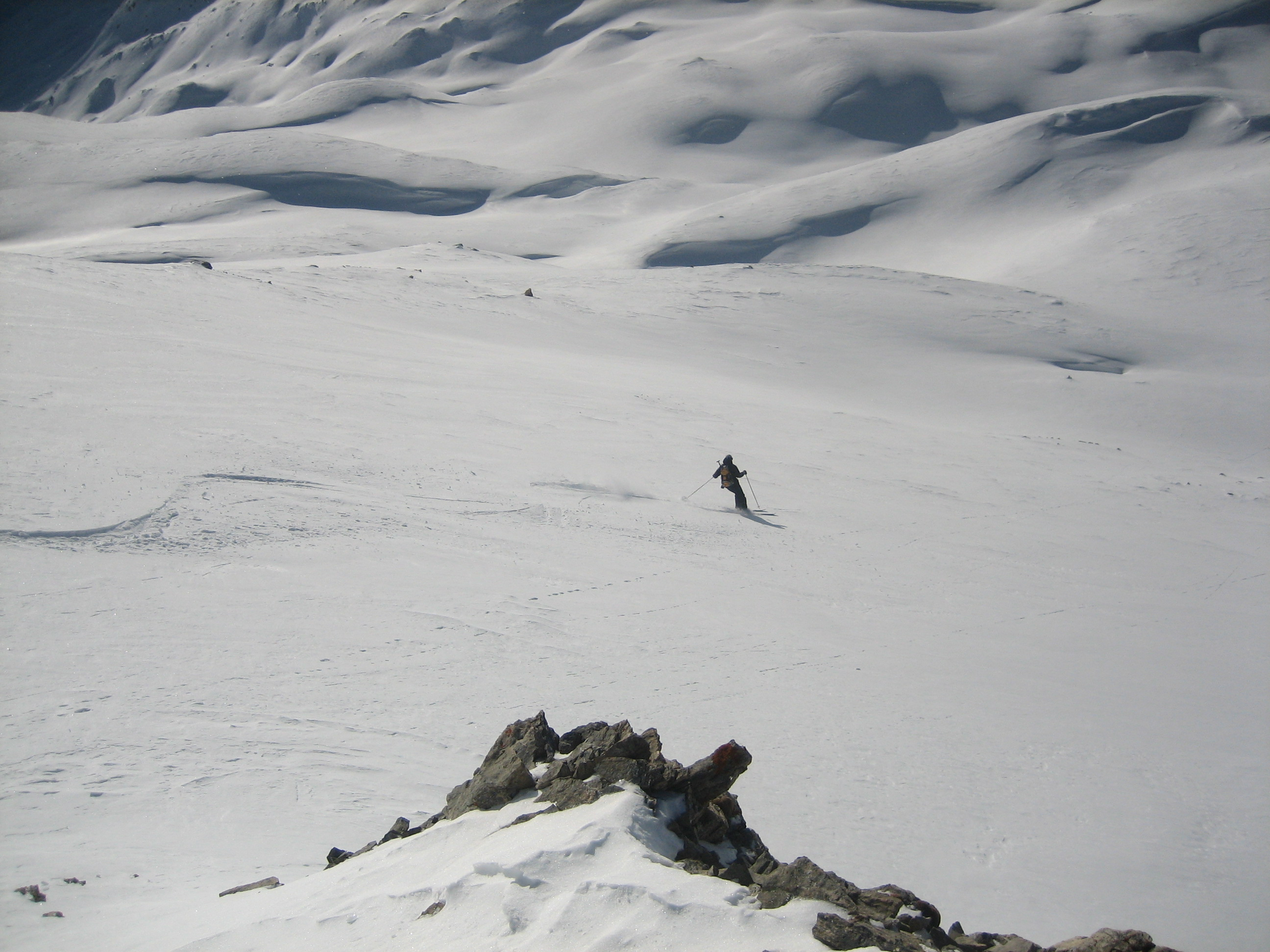
Abfahrt von Sur Carungas Richtung Pass da Schmorras